# 超人气女魔头
《超人氣魔神》（英語：The Fame Monster，標題顯示風格為THE FAME MONS†ER）是美國創作歌手女神卡卡的首張專輯《超人氣》(2008) 的再版，2009年11月18號由新視鏡唱片再版發行。原先計畫於作為《超人氣》的豪華版曲目，但公司於後決定改為於部分地區釋出8首曲目一組的獨立迷你專輯。
該決定最初起於卡卡認為再發行《超人氣》的資金太過昂貴、並表示這些歌曲陰與陽的概念與《超人氣》的概念大相逕庭。最後，專輯只得以將8首歌曲與《超人氣》一分為二，改以獨立雙碟的方式發行。2009年12月15號，公司發行附贈了包含一束卡卡假髮的額外商品的超豪華版。
該專輯與首波單曲《羅曼死》讓卡卡獲得第53屆葛萊美獎「最佳流行演唱專輯」、「最佳流行女歌手」、「最佳短篇音樂錄影帶」三項大獎。

## 背景發展

卡卡於魔神巡迴演唱會中表演《超人氣魔神》中第一首開始製作的歌曲《魔女》

卡卡於2008年釋出她的首張錄音室專輯 —《超人氣》。專輯主要收錄了電音流行或合成器流行的歌曲，並在歌曲中展示了對名氣的探討、歌手與粉絲之間的對立性，以及富裕人士的生活。
在經歷了首專取得的全球性成功之後，新視鏡唱片萌生出了《超人氣》再版發行的想法。
起初卡卡反對，並表示再版只不過是藝術家的拖油瓶，因為她認為再版僅是「藝術家為了維持專輯市場熱度，鬼鬼祟祟的將新的單曲塞進已完成的作品」而已。最初，新視鏡已計畫以再版《超人氣魔神》的名義將三首歌加入原版專輯中。而其中一首《魔女》已由卡卡於2009年3月完成作曲。
歌曲中，卡卡追求比以往更黑暗、更前衛的概念，
她引用了她最喜歡的恐怖電影的台詞：「名流的腐敗變相的成名是潛伏在社會的魔獸。」作為《超人氣魔神》的創意靈感。
卡卡也曾針對專輯概念於《每日星報》採訪中解釋:

「我無法擺脫「性」與「死亡」的糾纏。這兩樣東西作為恐怖電影的連結要素之一，最近使我深陷於其中。我一直欣賞著恐怖電影和1950年代風格的科幻電影。我的再版專輯叫做《超人氣魔神》，而為了靈感，我最近稍微貪婪的「獵食」並「反覆咀嚼」那些怪獸題材電影，以及所有可怕的玩意兒。我最近注意到了這種怪獸的、幻想的題材以一種非常真實的方式再度受到關注。如果你仔細注意這些電影，會發現它們總是並置著「性」與「死亡」兩大主題。」

與《超人氣》不同，《超人氣魔神》靈感來自於卡卡本身的私人經歷。
而專輯的前期音樂方向也是透過卡卡在超人氣巡迴演唱會的巡演經歷而成形的，在這期間，她據稱遇到了「各種怪獸」，其中也包括了她最大的恐懼。例如「對性的恐懼」、「對愛的恐懼」、「對酒精的恐懼」，以及其他五種。

「我在西歐度過了多個夜晚，而這張專輯是一場流行樂的實驗，配上了工業/哥德風的節奏、90年代的舞曲旋律、對80年代憂鬱流行作曲天才的癡迷崇拜，以及時裝走秀。」

在MTV新聞的採訪中，卡卡聲稱《超人氣》與《超人氣魔神》因有著對立的造型和概念，兩者之間就如同陰與陽般。

## 主題構想
最終版的《超人氣魔神》以8首新歌作為標準版本。
根據《滾石雜誌》的說法，依據作品中「70年代的舞台華麗風、活躍的ABBA迪斯可風、以及猶如斯塔塞·Q般媚人的回歸」，《超人氣魔神》展示了卡卡對混成曲的品味。
《每日電訊報》的尼爾·麥考密克認為雖然在主題統一性上不如前作，《超人氣魔神》卻有著由卡卡的「充沛的活力、大膽的旋律和幾近詼諧強烈的轟動效應」所組成的令人愉悅的歌曲。
專輯歌詞有著像是歌曲《魔女》中類似殭屍的隱喻（他吃了我的心...），也有著與哥薩克民族樂風相似的《張牙舞爪》（啃食我壞女孩的肉...）以及《在黑暗中慢舞》（矽樹脂、鹽水、毒藥、注入我...）。而在這些歌詞中，都提及了最後落於悲慘結局的名流人士：瑪麗蓮·夢露、茱蒂·嘉蘭、希薇亞·普拉斯、黛安娜王妃、列勃拉斯以及瓊貝妮特‧藍西。
錄製專輯的地點包括洛杉磯、倫敦、大阪以及阿姆斯特丹。其中4首歌主要由RedOne製作，而其他負責協助製作歌曲的製作人則包含了朗·費爾、費爾南多·格里貝、托爾·赫茲貝格、羅德尼「Darkchild」杰金斯、泰迪·雷麗以及太空牛仔，而卡卡則是執行製作人。
《獨立報》的賽門．普萊斯表示單曲《羅曼死》為專輯奠定了整體音色風格，並補充認為，整張單曲的「音樂、單色單曲封面以及專輯的十字架標誌」中，都充斥著「主導專輯的主體氛圍以及哥德式的審美學。」
對BBC的保羅·萊斯特來說，《羅曼死》的副歌與樂團波尼M的歌曲相似，而歌曲整體讓人聯想到樂團流行尖端的第五張錄音室專輯《黑暗祭典》(1986)。
「朗朗上口」的副歌和夜店風格的節奏是該曲的核心，談論著愛情如何對兩人造成正負影響。其中一段 hook—「Rah, rah, ah, ah, ah/Roma, roma ma/Gaga, ooh la la」—在主歌之間獨立的呈現出來。 
第2首歌《亞歷山卓》，結合了樂團ABBA和王牌合唱團的元素，在歌詞中提到了卡卡如何與幾名拉丁裔男性斷絕關係。
伴隨著RedOne的製作，歌詞同時也被解讀為與情人的告別。
第3首《魔女》結合了斷續的合成樂和沉重的鼓樂。
歌曲開頭的元素包括了雙重Four-square節奏以及卡卡在唱出以《唐璜》中影射好色之徒的台詞為靈感的歌詞時使用的自動調諧。
第4首《無言以對》是抒情曲，這首受1970年代搖滾樂啟發的歌曲透過歌詞「我不敢置信，你如何藉著半裂的下顎辱罵我...」討論著氾濫的感情。歌曲由聲樂的合聲和吉他絃樂組成，根據《PopMatters》的說法，歌曲足以媲美佛萊迪·墨裘瑞和皇后合唱團的作品。
歌曲靈感源自卡卡父親的心臟疾病。她回想起她的父親是如何在喝了幾杯之後打電話聯絡自己，但卡卡由於害怕父親身亡，而選擇無言以對。
《無言以對》由羅恩·菲爾監製，並與鼓、吉他、貝斯和由卡卡彈奏的鋼琴等的器樂現場錄製。
專輯的第5首歌曲《在黑暗中漫舞》，說著一名女孩因對自己的身體感到羞愧而習慣於性愛時關燈。
卡卡在歌曲中唱出帶有「堅定」的聲樂，而歌曲的合成配樂在後段引導了卡卡在副歌中實唱「寶貝愛在夜中漫舞，因他看著她分崩離析...」的部分。
第6首歌《電話》原為卡卡為歌手布蘭妮·斯皮爾斯的第6張錄音室專輯《妮裳馬戲團》(2008) 所寫的歌曲，但被布蘭妮的團隊回拒了。
隨後卡卡為《超人氣魔神》與歌手碧昂絲合作錄製新版本。
歌詞說著一名歌手寧願待在舞池中也不要回接情人的電話。
卡卡解釋這首歌涉及了她對「被束縛」的恐懼，「一種永遠無法享受自我的恐懼，因為我真的很喜歡我的工作，而我發現要出去享受好時光是件難事。」
在第7首歌《死無遺憾》中，卡卡唱出了以性感和性行為有關的頌歌，在開頭「我愛那淡紫色的金髮女孩，和她移動走路的方式，我撫摸自己，無法滿足...」中，在卡卡以自動調諧的聲樂唱著飲酒、跳舞和撫摸自己時，歌詞中被愛慕的目標變成了卡卡本身。《超人氣魔神》在最後以帶有福音風格的歌曲《張牙舞爪》作結。

## 發行與設計

法裔攝影師海迪·斯里曼為專輯拍攝封面。

在發行前，卡卡已經確認8首新歌將會在北美地區以獨立迷你專輯(EP) 的形式發行。她認為《超人氣魔神》應該被視為她的第二張專輯並不想再「增加，或刪掉這張專輯裡的任一首歌曲，這是完整的概念，也是一個能夠完全獨立出來的音樂作品。」
專輯於2009年11月23日發行於北美地區。而以8首新歌作為第一盤並以整張《超人氣》作為第二盤的豪華版雙碟專輯也於同日發行。三周後，附有卡卡假髮的最終版本發行。新視鏡唱片原先僅決定發行雙碟豪華版的《超人氣》，但卡卡隨後因認為已經購買《超人氣》的粉絲不應該再花錢再買一次同樣的專輯而與品牌公司發起衝突。最後，在部分國家(例如美國)，《超人氣魔神》同時也以獨立迷你專輯的形式正式發行。
2010年3月3號，《超人氣魔神》最終版本以USB隨身碟的形式發行。其中包含了完整版的所有歌曲、九首再編曲、八支音樂影片、數位歌詞本、單曲封面設計以及攝像合輯。
《超人氣魔神》設計的兩種封面，皆由海迪·斯里曼負責拍攝。在標準版的設計中，卡卡帶著金色的假髮並穿著一件光滑的，遮住了卡卡臉下半部的黑色墊肩外套。
這種遮擋臉部的畫面參考自有相似封面設計的《超人氣》，該版本封面被《告示牌》的安德魯·尤特伯格歸類為「Sleek」。他補充表示:「卡卡的眼神中帶有危險的感覺，並能從她的簡樸中感受到深刻含意:『一顆巨星，有著滿腹的理念宣言。』」
在豪華版的封面中，卡卡被深褐色的假髮覆蓋住，她的臉以強烈，流線形的黑色眼線點綴。
最初，卡卡與品牌公司因為封面設計而產生爭執: 起因是新視鏡認為深褐色的封面對於主流作品來說太過黑暗及哥德風格。最後她透過解釋封面設計符合專輯中陰與陽的概念來說服他們。
封面的字體使用了法國公司克里斯汀·迪奧用於宣傳的無襯線字體。

## 宣傳

### 現場表演

卡卡在日本東京的慈善表演「GagaKoh」中表演專輯的第三張單曲《亞歷山卓》。

《超人氣魔神》宣傳活動起於《周六夜現場》的現場表演，其中表演內容包含片段的鋼琴版《羅曼死》。
卡卡同時也出席多場脫口秀，例如美國的《It's On with Alexa Chung》或德國的《想挑戰嗎？》。
2009年11月16號，卡卡於洛杉磯當代藝術美術館30周年慶表演《無言以對》。並與藝術家佛朗奇思科·維佐利以及俄羅斯莫斯科大劇院的成員合作演出。
並於同天於CW電視台的影集《花邊教主》的其中一集《The Last Days of Disco Stick》中表演《羅曼死》。
該單曲同時也由卡卡於2009年美國音樂頒獎典禮、《傑·雷諾秀》、《艾倫·狄珍妮秀》以及《X音素》等影視節目現場表演。
之後，卡卡在皇家大匯演表演《無言以對》。
2010年1月，卡卡參與《歐普拉·溫芙蕾秀》並表演《魔女》、《羅曼死》和《無言以對》。
於第52屆葛萊美獎中獨自表演《撲克臉》，並與艾爾頓·強合唱《無言以對》和《你的歌》。
在2010年全英音樂獎時，卡卡在對亞歷山大·麥昆追弔時表演抒情版《電話》以及《在黑暗中漫舞》。
同年3月，除了收錄在《超人氣》的《舞力全開》和《撲克臉》，《羅曼死》和《魔女》也成為了電子遊戲系列《搖滾樂隊》可下載內容之一。
之後卡卡參與真人節目《強納森·羅斯週五夜》並表演《超人氣》中的《棕色眼眸》和《電話》。
隔月，她與加拿大表演藝術家許漢威於日本幫MAC主辦了一場小型演唱會 —「GagaKoh」。整場演唱會在設有許漢威製作，帶有兔耳的女性雕塑的旋轉舞台上舉行。該場次表演歌曲包含《羅曼死》、《亞歷山卓》以及《無言以對》。

### 魔神巡迴演唱會
卡卡原先計畫與饒舌歌手肯伊·威斯特於巡演名望獵物：女神卡卡和肯伊·威斯特主演合作
但在與泰勒絲引起的2009年MTV音樂錄影帶大獎的糾紛後，威斯特宣布他將會暫時離開音樂產業。也因此所有的名望獵物巡迴場次立即取消，而卡卡也表示為了宣傳《超人氣魔神》她將獨自開始巡演。
開始自2009年11月至2011年5月，卡卡將魔神巡迴演唱會形容為「前所未有的電音流行歌劇」。卡卡和製作團隊在最初製作了適合表演演唱的相框式舞台。她認為這樣的設計能讓她保有創意的掌控。自專輯解決了卡卡過去一年所面對的問題後，在卡卡於巡演行進時對自己轉變的描述下，巡演的主題也跟著轉變為「進化」。表演的歌曲全選自《超人氣》和《超人氣魔神》。
對於2010年的場次，卡卡因為巡演的原版本概念構成的時間太短而認為整體需要重新改造。新的主題講述卡卡和她朋友在紐約旅行並前往魔神巡迴演唱會時迷路的故事。包括最後的安可場，演出一共分成5個片段。每個片段都以不同造型的卡卡作為特色並配上了下一段的過場影片。根據全部200場場次報告表示，巡演約有250萬名觀眾，總收入約為2.274億美金，使卡卡成為了巡演總收入最高的新人藝術家。其中巡演場次之一，位於紐約市的麥迪遜廣場花園演唱會由HBO轉播為電視特別節目《女神卡卡魔神巡迴演唱會 : 麥迪遜廣場花園》。

### 單曲
《羅曼死》於2009年10月27日做為專輯首單以數位版的形式發行。
單曲於全球多國榜單登榜冠軍，並同時於美國、澳洲、紐西蘭、比利時和瑞士等國排行第2，
單曲最後於全球總售出了1200萬份。
而單曲的以出現在有超現實感的白色浴場的卡卡為特點的音樂錄影帶同獲得了評論家之間的讚賞，其中包括了影片帶有性暗示和象徵性質的劇情、藝術風格和鮮明的行象。
2011年，該錄影帶由美國雜誌《告示牌》的讀者投票獲選為2000至2010年間最好的音樂錄影帶。
《電話》作為第2張單曲發行於隔年1月26日。
單曲於英國單曲榜獲得冠軍，使卡卡成為了第四名在英國單曲榜中連續二次奪冠的歌手。
同時於《告示牌百大排行榜》中排行第3，並成為了卡卡連續第6張排行前十的單曲。
《電話》於《告示牌》的《主流40大榜單》中排行第1，成為了卡卡於該榜上的連續第6張冠軍單曲，並與自1992起榜單發行至現在的紀錄保持者瑪麗亞·凱莉紀錄持平。
單曲的音樂錄影帶為卡卡的前單曲《愛情狗仔》(2010)的續集，劇情延續前作，由碧昂絲將卡卡保釋出獄並一同展開一場謀殺計畫。
《亞歷山卓》作為第3張單曲於2010年4月20日發行，起初第3張單曲由卡卡的公司預定為《在黑暗中漫舞》。但最後因卡卡想選擇《亞歷山卓》而使雙方再度產生衝突。
《亞歷山卓》"於澳洲和加拿大排行第5，並同時於其他國家排行前十。
在美國，成為了卡卡在《告示牌百大單曲榜》連續第7張排行前十的單曲。
《在黑暗中漫舞》作為《超人氣魔神》第4也是最後一張單曲僅於澳洲、紐西蘭和法國發行於2010年1月26日。
也因此單曲成績較不如前面3首，主要於澳洲排行第24並於法國數位榜排行第30名。

## 專業評價

人氣女魔頭

| 綜合得分          | 綜合得分 |
| 來源              | 評分     |
| ----------------- | -------- |
| AnyDecentMusic?   | 6.6/10   |
| Metacritic        | 78/100   |
| 評論得分          |          |
| 來源              | 評分     |
| AllMusic          | [ 72 ]   |
| 羅伯特·克里斯特高 | A–       |
| 《每日電訊報》    | [ 11 ]   |
| 《洛杉磯時報》    | [ 74 ]   |
| 《新音樂快遞》    | 8/10     |
| 《觀察家報》      | [ 76 ]   |
| 《Pitchfork》     | 7.8/10   |
| 《觀察家報》      | [ 77 ]   |
| 《偏鋒雜誌》      | [ 13 ]   |
| 《Spin》          | 6/10     |

《超人氣魔神》在樂評家之間獲得了「普遍好評」。根據的Metacritic為主流評論家提供的100分標準化評分標準，綜合14家樂評，專輯平均分數為78分，為「普遍好評」。《偏鋒雜誌》的薩爾‧奇奎莫尼認為專輯對於卡卡來說雖算不上飛躍般的發展，但卻提供了「小小的，假設在形象後面稍縱即逝的一瞥。」《獨立報》的Simon Price稱專輯「本身就是一件全新的藝術品。」《觀察家報》的柯蒂·艾佩爾 認為整張專輯比起小野貓的作品有著「更加燦爛的瘋狂」。MSN Music的羅伯特·克里斯特高將專輯評為A–，稱專輯的歌曲為「流水線流行機器」並發現與《超人氣》擁有「相同的品質」。克里斯特高進一步表示:「在被她如曲速引擎般重啟的純粹性作品淹沒之後我才發現她的歌曲的片段和hook原來是如此的有趣且不可忽視。」 
《新音樂快遞》的艾馬利·麥凱將《超人氣魔神》描述為「就如你想的一樣完美，卻有著零度以下的，孤立與恐懼的核心。」並繼續稱專輯的發行是「卡卡如真正明星般鞏固自己的時刻。」《PopMatters》的伊文·沙迪稱讚卡卡「願意嘗新」並認為專輯顯示了「她並不滿足於不斷創作相同的事物 (...)卡卡已經被允許在她面向的流行天堂的路程上犯下一些錯誤—並且去評斷她用《超人氣魔神》所瞄準的目標，如果時機對的話她早晚會抵達那裏。」《洛杉磯時報》的麥可·伍德認為《超人氣魔神》持續表現了卡卡在創意上的野心及風格範圍。
《滾石》強·多藍認為專輯「大致上不錯」，並評給專輯3.5顆星。他同時表示:「專輯有一半是瑪丹娜的複製品，但那只是概念的一部分—《超人氣魔神》並不需要擔心自己本身的原創性。」《今日美國》的埃德娜·岡德森在《超人氣魔神》中發現到:「卡卡冰冷的超然感和看似針對與真正的人類聯繫的厭惡感在專輯中留下了一個讓人心煩的空洞。在那配上了前衛思維、流行電音怪癖和詭異的戲劇性抗爭中，沒有為『心』所預留的空間。」
艾德·包沃在愛爾蘭雜誌 《Hot Press》的評論專欄中稱讚卡卡在她的作品品質上「不斷精進」的能力。《每日電訊報》的尼爾·麥考密克評論專輯有著「一種不受控制的品質。[...]雖然主題的整合性不如《超人氣》，但卡卡活潑的能量、鮮明的旋律和幾乎可笑不間斷的轟動效應讓專輯保有趣味性。」《Spin》喬許‧莫代對於專輯中的快歌給予正面評價，但也表示「當卡卡觸及到誠摯的抒情曲時[...]聽起來她迷失了。」《泰晤士報》的莎拉‧哈吉巴格里批評專輯「缺乏讓聽眾為了這古怪的紐約人變得卡卡的節奏和叮咬。」

## 商業成績

Gaga在原初版本的“魔神狂舞”巡演中演唱《罗曼死》，这首歌是迄今为止她最成功的单曲之一。

在美国，《超人气女魔头》专辑的单张光盘版以174000张的销量在公告牌200强专辑榜上排名第五，而包含原版《超人气》的双碟版则以151000张的销量（使《超人气》专辑）从第34名上升到了第6名。同时，专辑的数字版以65000张的销量登上了公告牌数字专辑榜的榜首。专辑八首单曲中有七首登上了公告牌热门数字单曲榜，其中为首的是在第二周以218000的销量登上榜首的《Bad Romance》，最终Gaga有11首歌登上了那周的数字单曲热榜。《超人气女魔头》还取代《超人气》登上了公告牌舞曲/电音专辑榜的榜首，成为Gaga的第二张登上该榜榜首的专辑。
2010年1月，本专辑被美国唱片业协会（RIAA）认证为销量超过100万份的白金专辑。根据尼尔森音乐统计的数据，截止至2018年2月，《超人气女魔头》已在美国售出164万份。在2010年的公告牌年终排行上，《超人气女魔头》在公告牌200强专辑榜上排名第13名，同时在舞曲/电音专辑榜中排名第二。
在加拿大，本专辑首发便获得公告牌加拿大专辑排行榜第6名，2010年在该国销量排第23名。
在澳大利亚，《超人气女魔头》一开始和《超人气》捆绑排名，但后来被视为单独的作品。本专辑首发时在澳大利亚唱片业协会（ARIA）专辑排行榜中排名第六，并在发售18周后登上了榜首。最终，此专辑售出超过21万份，并获得了ARIA的三次白金认证。
在日本，本专辑登上Oricon专辑排行榜超过20周，并在2010年5月达到了第二名的最高排名。本专辑到2010年7月已经在日本售出超过54万8000张，并在2010年的年终排行里排名第十四。
在英国，《超人气女魔头》只发售了双碟版本而未单独发售，因此它作为《超人气》的一部分进行排名。在本专辑的首发周，《超人气》从英国专辑排行榜的第55名攀升到了第7名。本专辑的所有新歌都跻身了英国单曲排行榜的前200名。在2010年3月6日结束的那一周里，《超人气》登上了榜首。《超人气女魔头》还在丹麦、爱尔兰和德国与《超人气》捆绑排名，并在后两个国家登上了榜首。根据其在整个欧洲市场的排名，《超人气女魔头》在欧洲前100热门唱片排行榜中排名第十三。由于在欧洲大陆售出超过三百万份，本专辑获得了国际唱片业协会的三次白金认证。

## 資料來源
1. 1 2  Gundersen, Edna. . USA Today. 2009-11-23  [2009-11-24]. （原始内容存档于2011-03-03）.
2. 1 2  Plagenhoef, Scott. . Pitchfork Media. 2009-01-13  [2009-01-14]. （原始内容存档于2016-02-14）.
3. 1 2 3  Gray II, Richard. . McFarland & Company. 2012: 5. ISBN 9780786492527.
4. ↑  Carpenter, Ellen. . Rolling Stone. 2009-10-01  [2015-03-23]. （原始内容存档于2015-04-04）.
5. 1 2  Vena, Jocelyn; Calloway, Sway. . MTV News. 2009-11-23  [2009-11-24]. （原始内容存档于2015-02-16）.
6. 1 2  Harding, Cortney. . Billboard. 2009-10-01  [2009-10-08]. （原始内容存档于2013-05-24）.
7. ↑  . Gagapedia.   [2018-12-31]. （原始内容存档于2021-04-18）.
8. ↑  . PR Newswire (新闻稿). 2009-10-08  [2009-10-09]. （原始内容存档于2009-10-11）.
9. 1 2   (booklet). Lady Gaga deluxe. Santa Monica, California: Interscope Records. 2009. B0013872-02.
10. ↑  . Rolling Stone.   [2016-05-01]. （原始内容存档于2013-11-27）.
11. 1 2 3  McCormick, Neil. . The Daily Telegraph. 2009-11-27  [2009-11-30]. （原始内容存档于2009-11-30）.
12. 1 2 3 4  Price, Simon. . The Independent. 2009-11-22  [2009-11-23]. （原始内容存档于2009-11-24）.
13. 1 2 3 4 5 6 7  Cinquemani, Sal. . Slant Magazine. 2009-11-18  [2009-11-19]. （原始内容存档于2013-08-28）.
14. 1 2  Lester, Paul. . BBC Music. 2009-11-20  [2009-11-23]. （原始内容存档于2009-11-26）.
15. 1 2 3  . Rolling Stone. 2011-05-25  [2016-12-22]. （原始内容存档于2016-09-24）.
16. 1 2 3  Sawdey, Evan. . PopMatters. 2009-11-23  [2009-11-23]. （原始内容存档于2009-11-26）.
17. ↑  Vena, Jocelyn. . MTV News. 2009-11-23  [2009-11-24]. （原始内容存档于2014-07-11）.
18. 1 2 3  Hiatt, Brian. . Rolling Stone. 2009-10-21  [2015-03-23]. （原始内容存档于2015-09-24）.
19. ↑  Ditzian, Eric. . MTV News. 2009-12-16  [2009-12-18]. （原始内容存档于2014-11-24）.
20. ↑  . Pretty Much Amazing. 2009-11-09  [2016-12-22]. （原始内容存档于2016-12-30）.
21. ↑  Lipshutz, Jason. . Billboard. 2013-02-28  [2013-03-01]. （原始内容存档于2013-03-01）.
22. ↑  Greenblatt, Leah. . Entertainment Weekly. 2009-11-16  [2009-12-01]. （原始内容存档于2015-02-16）.
23. ↑  Vena, Jocelyn; Calloway; Sway. . MTV News. 2009-11-25  [2009-11-30]. （原始内容存档于2015-02-16）.
24. ↑  Vena, Jocelyn. . 2009-11-13  [2009-11-13]. （原始内容存档于2015-02-16）.
25. ↑  Dinh, James. . MTV News. 2009-11-10  [2009-11-10]. （原始内容存档于2015-02-16）.
26. ↑  . LadyGaga.com. 2010-04-21  [2010-04-22]. （原始内容存档于2011-07-13）.
27. 1 2  Eisinger, Dale. . Complex. 2013-11-08  [2015-10-13]. （原始内容存档于2016-12-31）.
28. ↑  Unterberger, Andrew. . Billboard. 2016-10-11  [2017-12-19]. （原始内容存档于2017-07-18）.
29. ↑  Eisenger, Dale. . Complex. 2013-08-08  [2016-12-21]. （原始内容存档于2016-12-30）.
30. ↑  Ganz, Caryn. . Rolling Stone. 2009-10-05  [2016-12-27]. （原始内容存档于2017-06-08）.
31. ↑  Anitai, Tamar. . MTV News. 2009-11-03  [2016-12-27]. （原始内容存档于2017-07-09）.
32. ↑   [Lady Boring?]. Glamour. 2009-11-06  [2016-12-27]. （原始内容存档于2017-01-01） （德语）.
33. ↑  Vena, Jocelyn; Vaca, Damien; Elias, Matt. . MTV News. 2009-11-16  [2009-11-18]. （原始内容存档于2015-07-25）.
34. ↑  Vena, Jocelyn. . MTV News. 2009-11-17  [2009-11-19]. （原始内容存档于2014-12-26）.
35. ↑  Kung, Michelle. . The Wall Street Journal. 2009-11-22  [2009-11-23]. （原始内容存档于2009-11-24）.
36. ↑  Dinh, James. . MTV News. 2009-11-24  [2009-11-25]. （原始内容存档于2014-12-26）.
37. ↑  Vena, Jocelyn. . MTV News. 2009-11-25  [2009-11-30]. （原始内容存档于2016-03-06）.
38. ↑  Nathan, Sara. . Daily Mail. 2009-12-07  [2016-02-29]. （原始内容存档于2012-06-30）.
39. ↑  . The Daily Telegraph. 2009-12-07  [2016-03-03]. （原始内容存档于2016-10-07）.
40. ↑  . Billboard. 2010-01-15  [2010-02-03]. （原始内容存档于2013-06-22）.
41. ↑  Smith, Elizabeth. . Daily Mail. 2010-02-01  [2010-02-03]. （原始内容存档于2012-06-30）.
42. ↑  Sexton, Paul. . Billboard. 2010-02-17  [2010-02-17]. （原始内容存档于2014-01-08）.
43. ↑  . IGN. 2010-03-09  [2010-09-05]. （原始内容存档于2016-12-30）.
44. ↑   (新闻稿). BBC. 2010-03-03  [2016-02-29]. （原始内容存档于2016-10-01）.
45. ↑  . CNN. 2010-04-22  [2016-12-27]. （原始内容存档于2016-08-06）.
46. ↑  Kreps, Daniel. . Rolling Stone. 2009-09-11  [2015-03-23]. （原始内容存档于2015-04-03）.
47. ↑  Montogomery, James. . MTV. 2009-10-01  [2009-10-01]. （原始内容存档于2016-03-02）.
48. ↑  Kreps, Daniel. . Rolling Stone. 2009-10-15  [2009-10-15]. （原始内容存档于2011-01-03）.
49. ↑  . MTV News. 2009-11-04  [2009-11-11]. （原始内容存档于2009-11-08）.
50. ↑  Dinh, James. . MTV News. 2010-02-18  [2010-02-18]. （原始内容存档于2015-02-16）.
51. ↑  Harrington, Jim. . San Jose Mercury News. 2009-12-14  [2009-12-15]. （原始内容存档于2016-09-21）.
52. ↑  Waddell, Ray. . Billboard. 2011-12-08  [2011-12-27]. （原始内容存档于2013-05-09）.
53. ↑  Kaufman, Gil. . MTV News. 2011-02-15  [2012-03-03]. （原始内容存档于2015-09-06）.
54. 1 2 3  . australian-charts.com.   [2010-07-19]. （原始内容存档于2010-06-30）. Click on 'Bad Romance', 'Telephone', 'Alejandro', 'Dance in the Dark' to see chart peaks
55. 1 2  . Billboard.   [2010-05-31]. （原始内容存档于2015-05-11）.
56. ↑  . International Federation of the Phonographic Industry. 2011-01-20  [2011-01-20]. （原始内容存档于2014-10-06）.
57. ↑  Stern, Bradley. . Idolator. 2014-11-18  [2014-11-18]. （原始内容存档于2014-11-21）.
58. ↑  Stack, Tim. . Entertainment Weekly. 2009-11-11  [2009-11-11]. （原始内容存档于2016-12-30）.
59. ↑  Martens, Todd. . Los Angeles Times. 2009-11-09  [2011-11-27]. （原始内容存档于2012-04-29）.
60. ↑  Mapes, Jillian. . Billboard. 2011-07-27  [2011-11-27]. （原始内容存档于2013-02-14）.
61. ↑   (PDF). Pandora Archive. 2009-11-30  [2009-12-02]. （原始内容存档 (PDF)于2012-07-03）.
62. ↑  Pietrolungo, Silvio. . Billboard. 2010-03-17  [2010-03-18]. （原始内容存档于2014-07-02）.
63. ↑  Trust, Gary. . Billboard. 2010-03-15  [2010-03-18]. （原始内容存档于2013-07-02）.
64. ↑  Ganz, Caryn. . Rolling Stone. 2010-03-11  [2010-03-14]. （原始内容存档于2011-01-08）.
65. ↑  . Contactmusic. 2010-04-05  [2010-04-06]. （原始内容存档于2015-10-06）.
66. ↑  . MTV News. 2010-04-06  [2010-04-16]. （原始内容存档于2014-09-24）.
67. ↑  . FMQB.   [2010-10-24]. （原始内容存档于2011-07-05）.
68. ↑  . The Music Network.   [2010-07-28]. （原始内容存档于2010-08-03）.
69. ↑  . Top 50 Digital Singles.   [2010-09-18]. （原始内容存档于2012-11-02） （法语）.
70. ↑  . AnyDecentMusic?.   [2016-12-20]. （原始内容存档于2017-08-27）.
71. 1 2  . Metacritic.   [2010-02-23]. （原始内容存档于2010-09-12）.
72. ↑  Erlewine, Stephen Thomas. . AllMusic. 2009-11-25  [2009-11-25]. （原始内容存档于2011-04-27）.
73. 1 2  Christgau, Robert. . MSN Music. March 2010  [2010-03-02]. （原始内容存档于2010-04-16）.
74. 1 2  Wood, Mikael. . Los Angeles Times. 2009-11-23  [2009-11-24]. （原始内容存档于2009-11-26）.
75. 1 2  McKay, Emily. . NME. 2009-12-03  [2016-12-22]. （原始内容存档于2016-12-30）.
76. 1 2  Empire, Kitty. . The Guardian. 2009-11-22  [2009-11-23]. （原始内容存档于2013-12-20）.
77. 1 2  Dolan, Jon. . Rolling Stone. 2010-11-23  [2010-10-30]. （原始内容存档于2013-11-21）.
78. 1 2  Modell, Josh. . Spin. 2009-11-30  [2011-02-21]. （原始内容存档于2016-03-05）.
79. ↑  Hubbard, Michael. . MusicOMH. 2009-11-23  [2009-11-24]. （原始内容存档于2013-11-11）.
80. ↑  Power, Ed. . Hot Press. 2009-11-24  [2017-01-05]. （原始内容存档于2016-04-04）.
81. ↑  Hajibagheri, Sarah. . The Times. 2009-11-21  [2009-11-23]. （原始内容存档于2011-03-03）.
82. ↑  Pietrolungo, Silvio. . Billboard. 2009-12-02  [2009-12-03]. （原始内容存档于2013-04-14）.
83. ↑  Grein, Paul. . Yahoo!. 2009-12-02  [2009-12-03]. （原始内容存档于2011-10-13）.
84. ↑  . Billboard.   [2009-12-04]. （原始内容存档于2016-11-07）.
85. ↑  Trust, Gary. . Billboard. 2018-02-25  [2018-02-25]. （原始内容存档于2018-02-25）.
86. ↑  . Billboard. 2010-01-30  [2010-11-03]. （原始内容存档于2016-01-29）.
87. ↑   [Lady Gaga, first place in Japan debut in 2 years]. Oricon. 2011-07-26  [2011-07-26]. （原始内容存档于2014-01-18） （日语）.
88. 1 2
89. ↑  . UKChartsPlus (Milton Keynes: IQ Ware Ltd): 3.
90. ↑  Sexton, Paul. . Billboard. 2010-02-04  [2010-02-05]. （原始内容存档于2014-10-08）.